# Cantó de Vigy
El cantó de Vigy és un cantó francès del departament del Mosel·la, situat al districte de Metz-Campagne. Té 23 municipis i el cap és Vigy.

## Municipis
- Antilly
- Argancy
- Ay-sur-Moselle
- Burtoncourt
- Chailly-lès-Ennery
- Charleville-sous-Bois
- Charly-Oradour
- Ennery
- Les Étangs
- Failly
- Flévy
- Glatigny
- Hayes
- Malroy
- Noisseville
- Nouilly
- Sainte-Barbe
- Saint-Hubert
- Sanry-lès-Vigy
- Servigny-lès-Sainte-Barbe
- Trémery
- Vigy
- Vry

## Història
| Data d'elecció                           | Identitat         | Partit                     | Qualitat |
| ---------------------------------------- | ----------------- | -------------------------- | -------- |
| 1945-1951                                | M. Pignard        | Divers droite              |          |
| 1951-1976                                | Paul Vincent      | RI                         |          |
| 1976-                                    | Jean Louis Masson | RPR, després Divers droite |          |
| les dades anteriors no són pas conegudes |                   |                            |          |
|                                          |                   |                            |          |

## Demografia
| A partir de 1990 : Població sense dobles comptes |